# Valerij Asratjan
Valerij Asratjan, in russo Вале́рий Гео́ргиевич Асратя́н? e in armeno Վալերի Հասրաթյան? (Erevan, 1958 – Mosca, 1996), è stato un serial killer sovietico che uccise due persone e stuprò decine di donne a Mosca tra il 1988 e il 1990.